# Ich ruf zu dir, Herr Jesu Christ (BWV 639)
Pour les articles homonymes, voir Ich ruf zu dir, Herr Jesu Christ (BWV 177).
« Ich ruf zu dir, Herr Jesu Christ », BWV 639, est un choral pour orgue en fa mineur composé, peut être autour de 1716, par Jean-Sébastien Bach. Une variante tardive porte le numéro 73 des BWV supplémentaires (en).
Quarantième des quarante cinq préludes de l’Orgelbüchlein, le « petit livre d'orgue » où il a été inscrit vers 1720 sous le numéro 91 parmi les cent soixante quatre prévus, il servait très vraisemblablement durant l'office à préparer le chœur entonnant un hymne du même nom adopté par la liturgie protestante dès le temps de Luther, au début du XVIe siècle. Il a été rendu célèbre par la transcription pour piano qu'en a publié Ferruccio Busoni en 1898 (BV (de) B27 no 5).

## Ressort musical
La mélodie, assez sombre, est exposée en soprano à la main droite et accompagnée par une voix à la main gauche, qui se développe en une succession ininterrompue de doubles croches, et une voix au pédalier formée de croches.

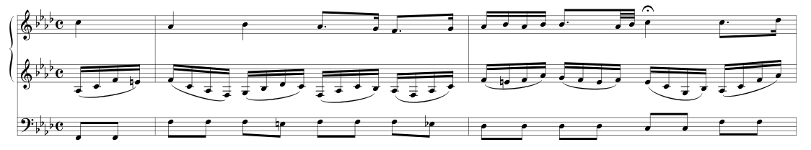
Trois premières mesures. La mélodie est au soprano. On remarque le contrepoint de l'alto et de la basse.

## Genèse
Jean-Sébastien Bach s'est inspiré d'un hymne composé en 1526 ou 1516 qu'il retrouvera dans l'hymnaire de l'église Saint Nicolas, à Leipzig, quand, en 1723, il en deviendra le cantor. Dès 1531 voire 1529, l'œuvre, alors diffusée anonymement, est devenue une pièce de la liturgie protestante, sélectionnée par Martin Luther lui même, puis adoptée d'une paroisse à l'autre. Indûment attribuées au XVIIe siècle à l'auteur du Livre de huit chants (de) Paul Speratus, les paroles ont depuis pu l'être à une autre figure du luthéranisme naissant, Jean Agricola de Eisleben, qui fut écarté de la Réforme en 1536 pour des prises de position jugées « antinomistes ». Le nom du duc Albert de Prusse a aussi été avancé, ce qui donnerait une date de 1525.

À partir de 1533 est imprimée avec ces paroles une musique différente, en ré authente, qui demeure anonyme.

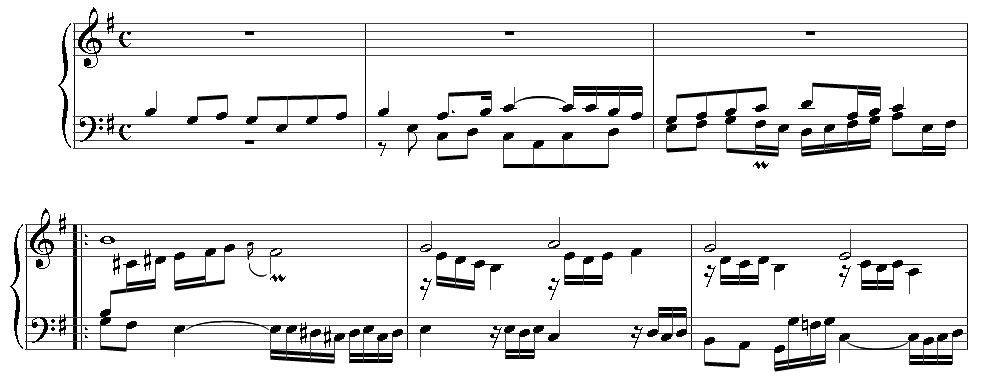
Ich ruf zu dir, Herr Jesu Christ! de Pachelbel, 1693. Son imitation libre ne conserve que les première notes de la mélodie de 1533.

Un siècle et demi plus tard, Ich ruf zu dir, Herr Jesu Christ! fait toujours partie des cantiques de l'office luthérien. Jean Christophe Bach, le cousin germain de celui qui n'est pas encore le père de Jean Sébastien, le joue à l'orgue et l'inscrit dans son recueil de chorals. En 1677, l'organiste d'Eisenach reçoit le jeune Jean Pachelbel. Celui ci écrit en 1693 pour le même hymne une partition d'orgue qui n'a plus qu'un lointain rapport avec les premières mesures de la mélodie de 1533. Il est, semble-t il, assisté dans cette publication par un autre Jean Christophe Bach, le frère aîné de Jean-Sébastien Bach, lequel n'a alors que huit ans.

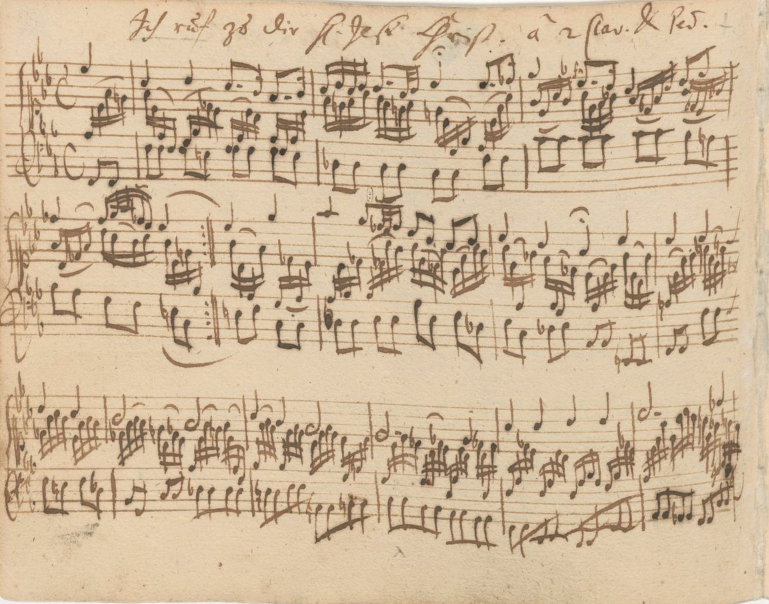
La page manuscrite de l’Orgelbüchlein, c.1720.

Une vingtaine d'années passées, Jean-Sébastien Bach, avec son collaborateur Salomon Franck, se sert à son tour des paroles du premier paragraphe de l'hymne pour composer le sixième et dernier mouvement, un choral vocal, de sa cantate Barmherziges Herze der ewigen Liebe, BWV 185. Pour ce dernier mouvement, il revient à la mélodie traditionnelle, qu'il transpose en fa dièse mineur. L'œuvre est donnée pour la première fois à la chapelle ducale du château de Weimar le 14 juillet 1715.
C'est cette même mélodie qui, à une date incertaine, est reprise pour faire le thème de la main droite du prélude de choral aujourd'hui noté BWV 639. Le compositeur la transpose en fa mineur et la développe pour l'orgue, soit deux claviers et pédalier. Il reprend l'idée apprise de Pachelbel de créer une atmosphère en plaçant le cantus firmus à la voix supérieure et de la rythmer par imitation libre aux voix inférieures. La pièce est une des dernières inscrites dans l’Orgelbüchlein, dont la rédaction a été vraisemblablement abandonnée au moins pour un temps en 1717 mais qui a pu être complété en 1720, date à laquelle l'auteur lui donne son titre comme pour mieux y renoncer, voire postérieurement.
En 1732, Bach, désormais directeur du Collegium Musicum de Leipzig, y revient pour sa cantate elle aussi appelée Ich ruf zu dir, Herr Jesu Christ, BWV 177. Cette fois, c'est l'ensemble des paroles, soit cinq paragraphes, qui est illustré mais la mélodie est entièrement neuve. Une version simplifiée, BWV 1124, figure parmi les partitions (en) recopiées vers 1735 par Johann Ludwig Dietel, un élève de Bach à Saint Thomas de Leipzig.
La forme prélude pour orgue n'est pas pour autant négligée par le maître, puisqu'une transcription est recopiée, après 1748, par un autre élève, Johann Christian Kittel. Elle a été retrouvée dans la collection de Johann Christian Heinrich Rinck et n'a pas reçu de code BWV, la mélodie étant celle de BWV 639. La variante référencée BWV Anh. (en) 73 en revanche diffère en plusieurs points, notamment par l'ajout d'une introduction et par un développement des motifs de la partie basse dans un style plus décoratif, la mélodie de la main droite touchant par contraste à l'ostinato. Il s'agit vraisemblablement d'une réécriture opérée par le second fils de Jean-Sébastien Bach, Carl Philipp Emanuel Bach, peut être pour servir aux messes de Hambourg, où, directeur de la musique dès mars 1768, celui ci abuse du pasticcio.

## Paroles
Elles sont absentes du prélude pour orgue, mais certainement pas de l'esprit qui animait les fidèles de l'époque. Elles reprennent le thème du De profundis en y ajoutant une référence à la théorie de la grâce.

## Discographie

### Orgue
- Marie-Claire Alain, Orgelbüchlein - orgue Marcussen de l'église de Varde au Danemark (1962, Erato) (OCLC 54788422)
- Michel Chapuis, Orgelbüchlein - orgue de l'église Saint-Sauveur de Copenhague (1968, Valois V4417) (OCLC 602130947) Lors d'une réédition, ce disque a été distingué par une note de 9 sur 10[19].
- Gaston Litaize, Orgelbüchlein - orgue Schwenkedel de l'Abbaye Saint-Pierre de Solesmes (1968, LP Decca SXL20223) (OCLC 658221149)
- Helmut Walcha, Orgelbüchlein - orgue Silbermann de l'église Saint-Pierre-le-jeune de Strasbourg (septembre 1969, Archiv) (OCLC 222604221 et 1044384189)
- George C. Baker, Orgelbüchlein - orgues Kern de St. Maximin de Thionville (juillet 1976, FY/Solstice) (OCLC 937425110)
- André Isoir, orgue Jürgen Ahrend 1975 de l'église cantate domino de Francfort (1977, Calliope CAL9711/La dolce volta LDV 153.7) (OCLC 493836089 et 923826652)
- René Saorgin, Orgelbüchlein - orgue de Luxeuil (1982, Harmonia Mundi) (OCLC 75972070)
- Bernard Foccroulle, Orgelbüchlein - orgue Schott (de) de la Klosterkirche de Muri, Suisse (1985, Ricercar RIC 289) (OCLC 1040545264)
- Ton Koopman, Récital, vol. 1 - orgue Christian Müller de l'église wallonne d'Amsterdam (2 avril 1986, Novalis 150 005-2/Brilliant Classics 97440/1) (OCLC 19249607)
- Marie-Claire Alain, Orgelbüchlein - orgue Gottfried Silbermann de Fribourg (juillet 1991, Erato) (OCLC 178684444)
- Marie-Claire Alain, Orgelbüchlein - orgue Schnitger de l'église saint-Laurent d'Alkmaar (1993, Erato) (OCLC 178684444)
- David Goode, Orgelbüchlein - orgue du Trinity College de Cambridge (avril 2016, vol. 12, SACD Signum) (OCLC 1199300052)

### Piano
Outre l'arrangement de Ferruccio Busoni, les pianistes disposent de ceux de Wilhelm Kempff et de Max Reger.
Ferruccio Busoni
- Bruno Leonardo Gelber (janvier 1967, EMI)
- Alexis Weissenberg (1973, EMI) (OCLC 942697666 et 795426134)
- Alfred Brendel (27 mai 1976, Philips/Decca 475 7760) (OCLC 33972752 et 137262385)
- Nikolaï Demidenko (août 1991, Hyperion CDA66566) (OCLC 1050343805)
- Anne Queffélec (septembre 2008, Mirare) (OCLC 658681913)
- Beatrice Berrut (juillet 2014, Aparté AP100) (OCLC 900884770)
- Nelson Freire (août 2015, Decca) (OCLC 940832608)
- Víkingur Ólafsson (avril 2018, DG) (OCLC 1181819727)
- Dinu Lipatti (juillet 1950, EMI)

Wilhelm Kempff
- Polina Osetinskaya (2019, Melodiya) (OCLC 1126543250)

Max Reger
- Carlo Zecchi, Cetra, Turin, 1942, rééd. in Carlo Zecchi, The Complete Cetra Solo Recordings & Selected Additional 78s, APR (en), Londres, juillet 2018.
- Markus Becker (de), in Piano transcriptions, vol. 7, Hyperion, Londres, 2009.
- Markus Becker, in From the Album Rarities of Piano Music at Schloss vor Husum (de), 2019 Festival (Live), Danacord (en), Copenhague, octobre 2020.

### Orchestre symphonique
- Arrangement Vittorio Gui, 1932.
  - Orchestre de la BBC, dir. Leonard Slatkin (octobre 2003, SACD Chandos CHSA 5030) (OCLC 70077076)
- Arrangement Leopold Stokowski.
  - Orchestre de Philadelphie, dir. Leopold Stokowski (25 février 1960, Sony MH2K 63345) (OCLC 35908847)

### Autres ensembles
Violoncelle accompagné
- Aleksander Debicz, violoncelle ; Marcin Zdunik, piano (janvier 2017, Warner) (OCLC 1036381479)
- Relja Lukić, violoncelle ; Ezio Bosso, piano (décembre 2017, Sony)
- Yo-Yo Ma, violoncelle ; Chris Thile, mandoline ; Edgar Meyer, contrebasse (mars 2016, Nonesuch) (OCLC 973888744)

Trio à cordes (arrangement Johan Farjot)
- Arnaud Thorette, violon ; Maria Mosconi, alto ; Antoine Pierlot, violoncelle (octobre 2011, La Dolce volta LDV04) (OCLC 887457760)

Orchestre de chambre
- Ophélie Gaillard, violoncelle piccolo ; Ensemble Pulcinella : Laurent Stewart, orgue coffre Blumenroeden 2004 et contrebasse (juillet 2012, Aparté) (OCLC 889983292)

Flûte accompagnée
- Michael Form, flûte à bec ; Marie Rouquié, violon ; Étienne Floutier, basse de viole ; Dirk Börner, clavecin (juin 2017, Pan Classics PC 10384) (OCLC 1088415392)

## Afin d'illustration
Ce choral a été utilisé dans de nombreux films.
- 1931 : Docteur Jekyll et M. Hyde de Rouben Mamoulian.
- 1972 : Solaris d'Andreï Tarkovski, thème de La Terre arrangé au  synthétiseur par Edouard Artemieff.
- 1990 : La Baule-les-Pins de Diane Kurys, scène du petit spectacle de danse classique donné par la fille de la maison accompagnée au piano.
- 2012 : L'Oiseau d'Yves Caumon.
- 2012 : Amour[20] de Michael Haneke, par Alexandre Tharaud.
- 2013 : Nymphomaniac de Lars von Trier.
- 2013 : Ida de Paweł Pawlikowski, générique de fin, dans la transcription de Ferruccio Busoni.

### Sources
1. ↑  (de) Ms. CCXXX, dans Ph. Wackernagel (de), Bibliographie zur Geschichte des deutschen Kirchenliedes im 16. Jahrhundert, p. 89, Heyder & Zimmer, Francfort, 1855, cité dans Ph. Wackernagel, Das deutsche Kirchenlied : von der ältesten zeit bis zu Anfang des XVII Jahrhunderts, vol. III, p. 54, Teubner, Dresde, 1870.
2. ↑  (de) Ph. Wackernagel (de), Das deutsche Kirchenlied : von der ältesten zeit bis zu Anfang des XVII Jahrhunderts, vol. III, p. 55, Teubner, Dresde, 1870.
3. ↑  (de) G. Vopelius, Neu Leipziger Gesangbuch (de), no 627, Paroisse Saint Nicolas, Leipzig, 1632.
4. ↑  (de) M. Luther, Geistliche Lieder, Andreas Rauscher, Erfurt, 1531.
5. ↑  (de) M. Luther, Geistliche Lieder, Klug (de), Wittemberg, 1529, éd. non conservée.
6. ↑  J. Zahn (de), Die Melodien der deutschen evangelischen Kirchenlieder, vol. IV "Die Melodien von den achtzeiligen trochäischen bis zu den zehnzeiligen inkl. enthaltend", p. 405, Bertelsmann, Gütersloh, 1891.
7. ↑  J. Breverus (de), Gesang=Buch, Riga, 1664, rééd. Neu=Vielvermehrtes Rigisches Gesang=Buch, p. 232, Samuel Lorenz Frölich, Leipzig, 1741.
8. ↑  (de) « gemacht durch Jon Eißleben des Hertz zoch Hans von Sachsen pridiger », cité dans Ph. Wackernagel (de), Das deutsche Kirchenlied : von der ältesten zeit bis zu Anfang des XVII Jahrhunderts, vol. III, p. 55, Teubner, Dresde, 1870.
9. ↑  (de) M. Jenny (de), Geschichte des deutsch-schweizerischen evangelischen Gesangbuches im 16. Jahrhundert, p. 246, Bärenreiter, Bâle, 1962.
10. ↑  (de) M. Luther, Geistliche Lieder auffs new gebessert zu Wittemberg, p. 135, Klug (de), Wittemberg, 1533, rééd. 1535.
11. ↑  (de) « 7400 », dans J. Zahn (de), Die Melodien der deutschen evangelischen Kirchenlieder, vol. IV "Die Melodien von den achtzeiligen trochäischen bis zu den zehnzeiligen inkl. enthaltend", p. 405, Bertelsmann, Gütersloh, 1891.
12. ↑  J. C. Bach, 44 Choräle welche bey wärenden Gottes-Dienst zum Praembuliren gebraucht werden können, no 17, [s.d.]
13. ↑  J. Pachelbel, Erster Theil etlicher Choräle welche bey wärendem Gottes Dienst zum Prämbuliren gebrauchet werden können (en), no 1, Christoph Weigel, Nuremberg, [s.d.]
14. ↑  (en) Kathryn Jane Welter, Johann Pachelbel : Organist, Teacher, Composer. A Critical Reexamination of His Life, Works, and Historical Significance, Harvard, Cambridge (Massachusetts), 1998 (thèse de doctorat), p. 144.
15. ↑  (en) Ewald Valentin Nolte et John Butt, « Pachelbel [Bachelbel, Johann ] », dans Grove Music Online, Oxford University Press, 2001.
16. ↑  James Lyon, Johann Sebastian Bach, chorals : sources hymnologiques des mélodies, des textes et des théologies., p. 36, coll. Guides musicologiques, vol. VI  (ISSN 0246-3865), Beauchesne, Paris, 2005  (ISBN 9782701014937).
17. ↑  Premières mesures de BWV Anh. 73.
18. ↑  (de) Kirchen-Gesangbuch für Evangelisch-Lutherische Gemeinden, p. 227, Evangelical Lutheran Synod of Ohio and Adjacent States (en), Saint Louis, 1862.
19. ↑  Michel Laizé, in Répertoire des disques compacts, no 6, Groupe Express Expansion, Paris, août 1988  (ISSN 1148-6244).
20. ↑  Dossier de presse du distributeur